# Luzfridiella insignis
Luzfridiella insignis är en svampart som beskrevs av R.F. Castañeda & W.B. Kendr. 1991. Luzfridiella insignis ingår i släktet Luzfridiella, divisionen sporsäcksvampar och riket svampar.   Inga underarter finns listade i Catalogue of Life.